# くじら座矮小銀河
くじら座矮小銀河（くじらざわいしょうぎんが、Cetus Dwarf）は、くじら座の方角に地球から約246万光年の位置にある矮小楕円体銀河である。銀河系が所属する局所銀河群の中の孤立した銀河である。この銀河の中の観測可能な恒星は、全て赤色巨星である。

## 歴史
1999年にAlan Whiting、George Hau、Mike Irwinによって発見された。

## 特徴
2000年時点で、中性水素のガスは見つかっていない。